# Basilique Saint-Cunibert de Cologne
La basilique Saint-Cunibert est une église de la ville de Cologne en Allemagne. Elle est la plus récente des douze basiliques romanes de la ville. Elle a été consacrée en 1247 soit un an  avant le début des travaux de la cathédrale.

## Galerie

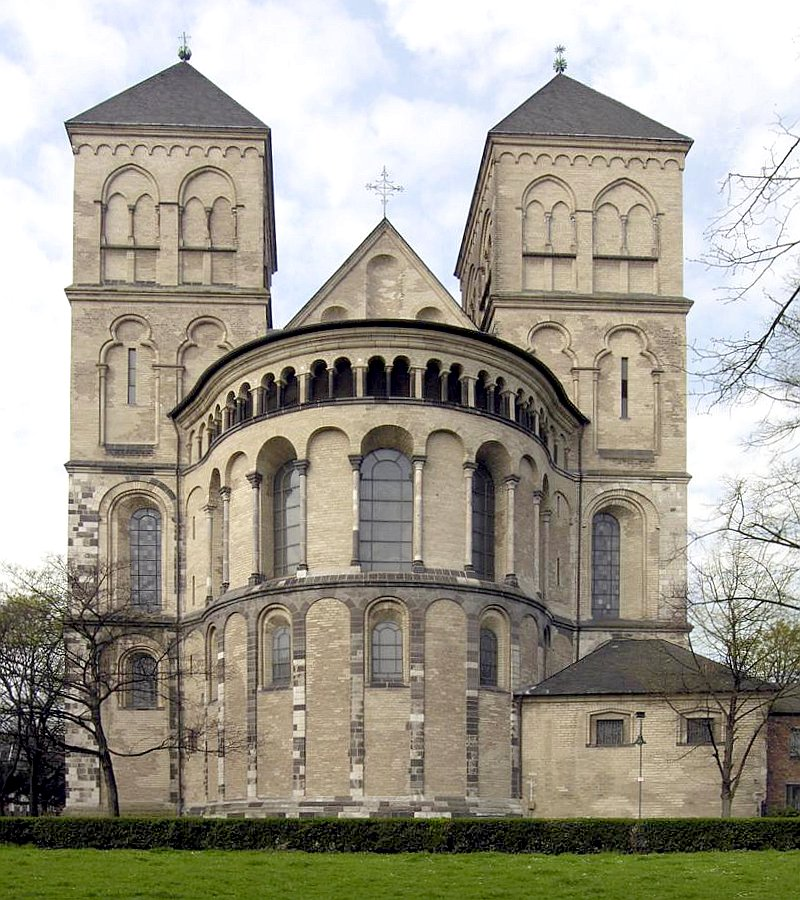
Chœur et tours Est.
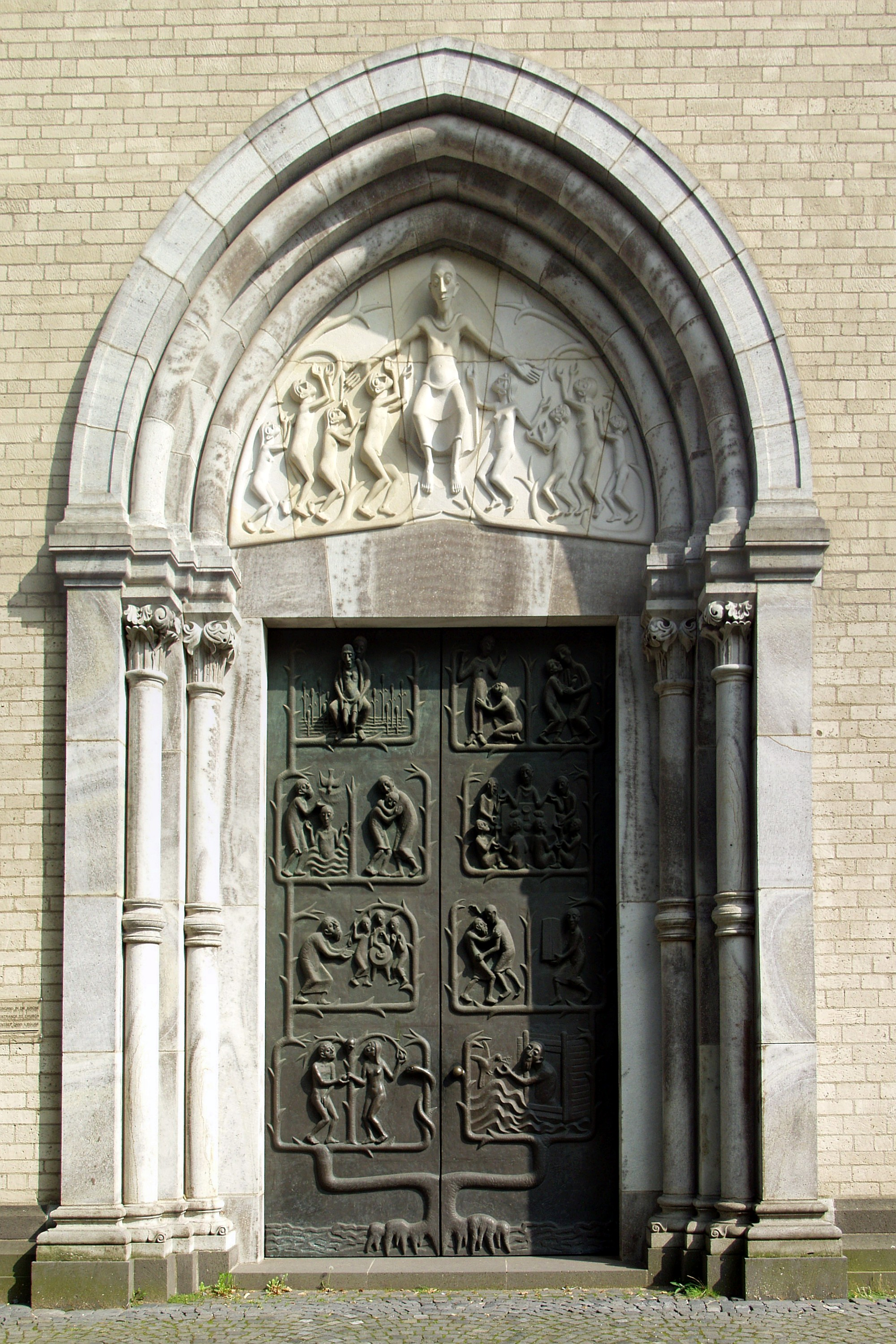
Portail ouest, par Toni Zenz.
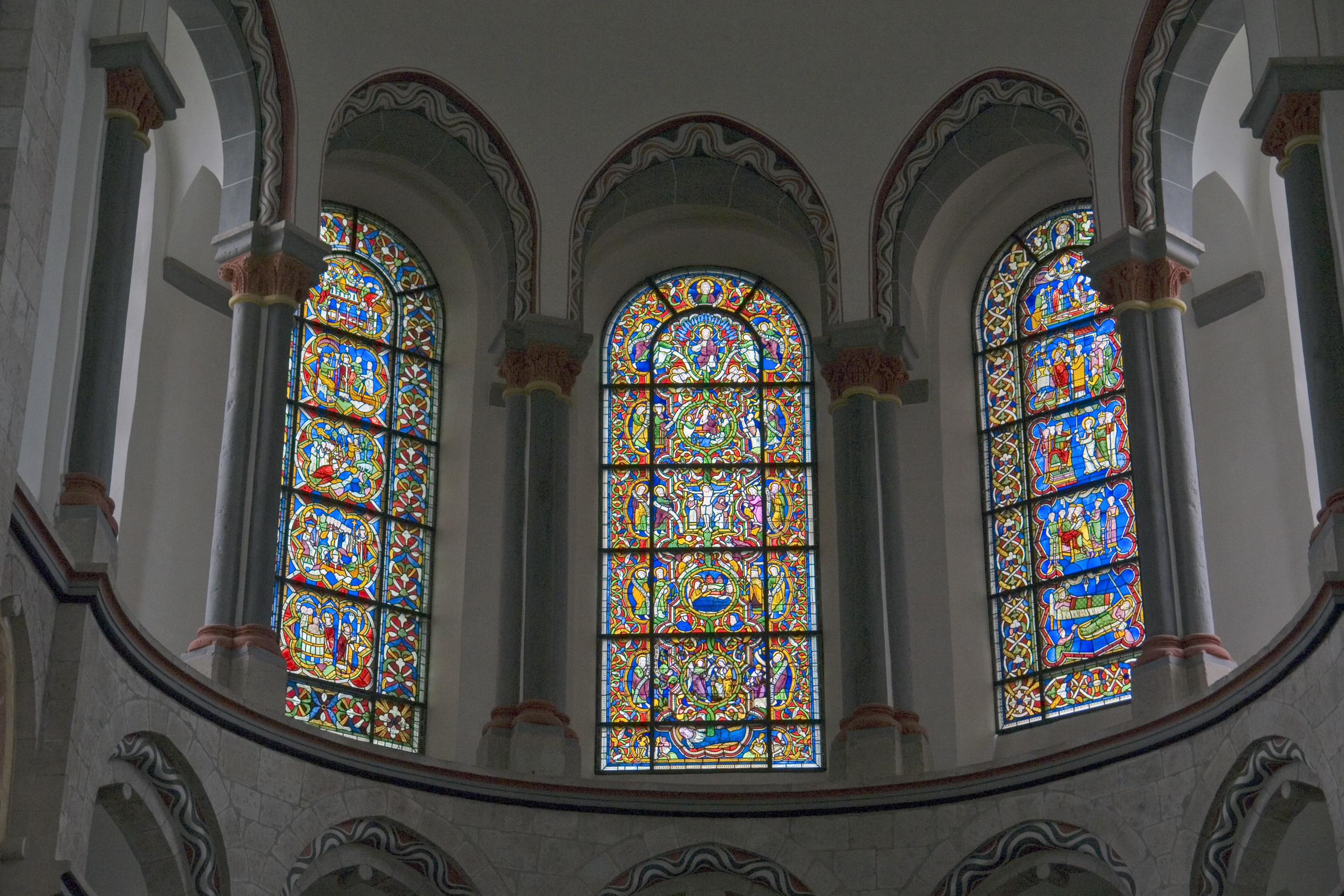
Vitraux du chœur
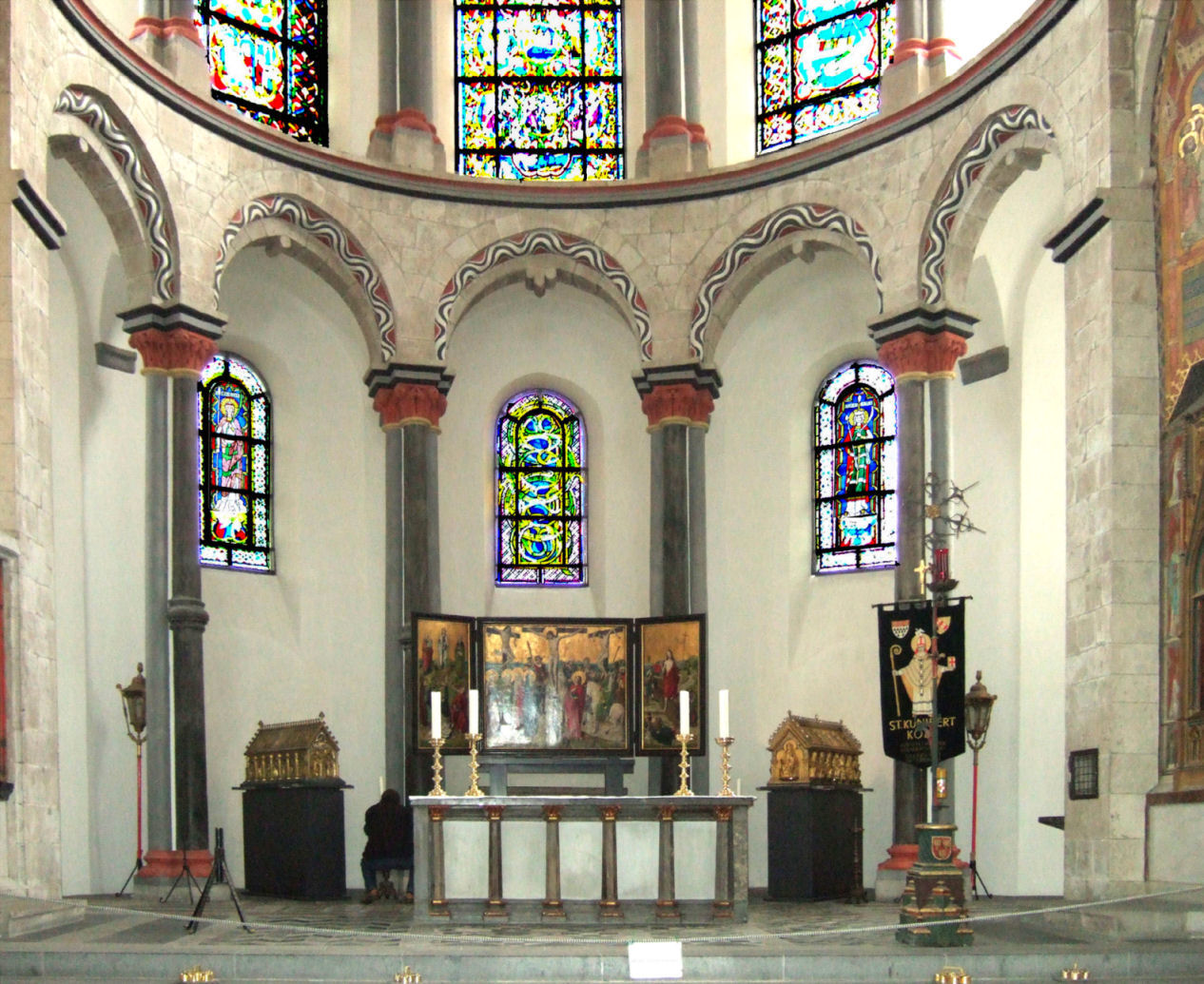
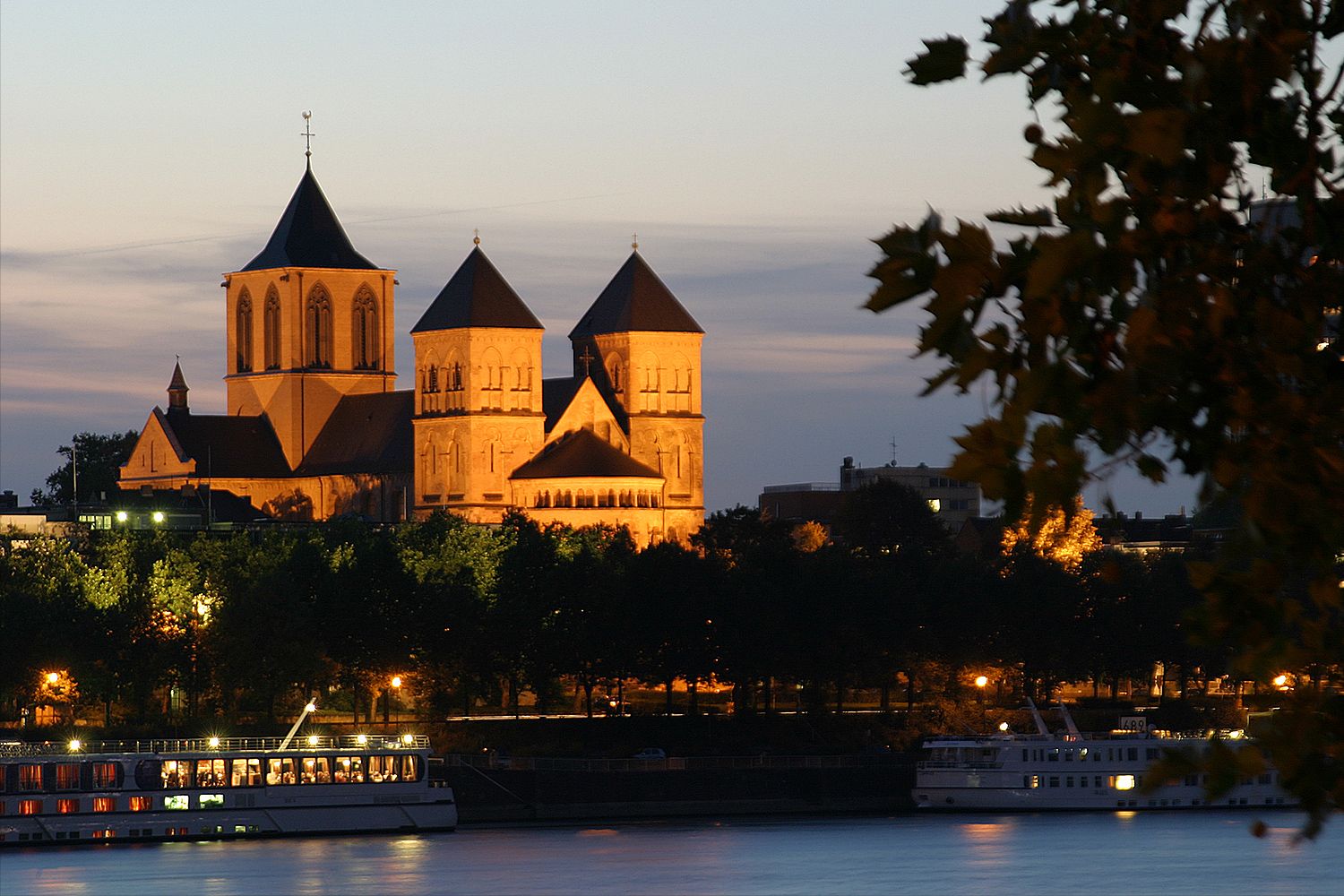
Vue de la Basilique Saint-Cunibert de Cologne depuis le Rhin
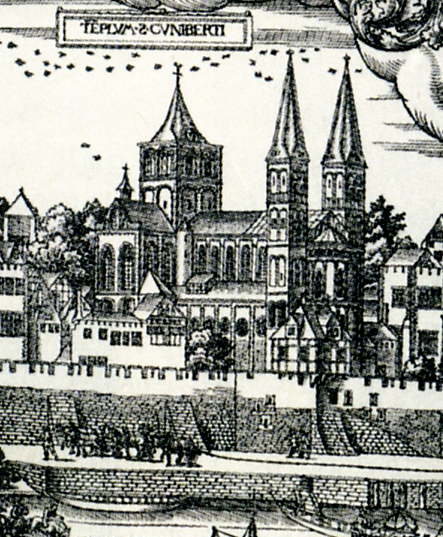
Détail avec la Basilique St. Cunibert, 1531-57, Gravure sur bois "Grandes vues de Cologne"
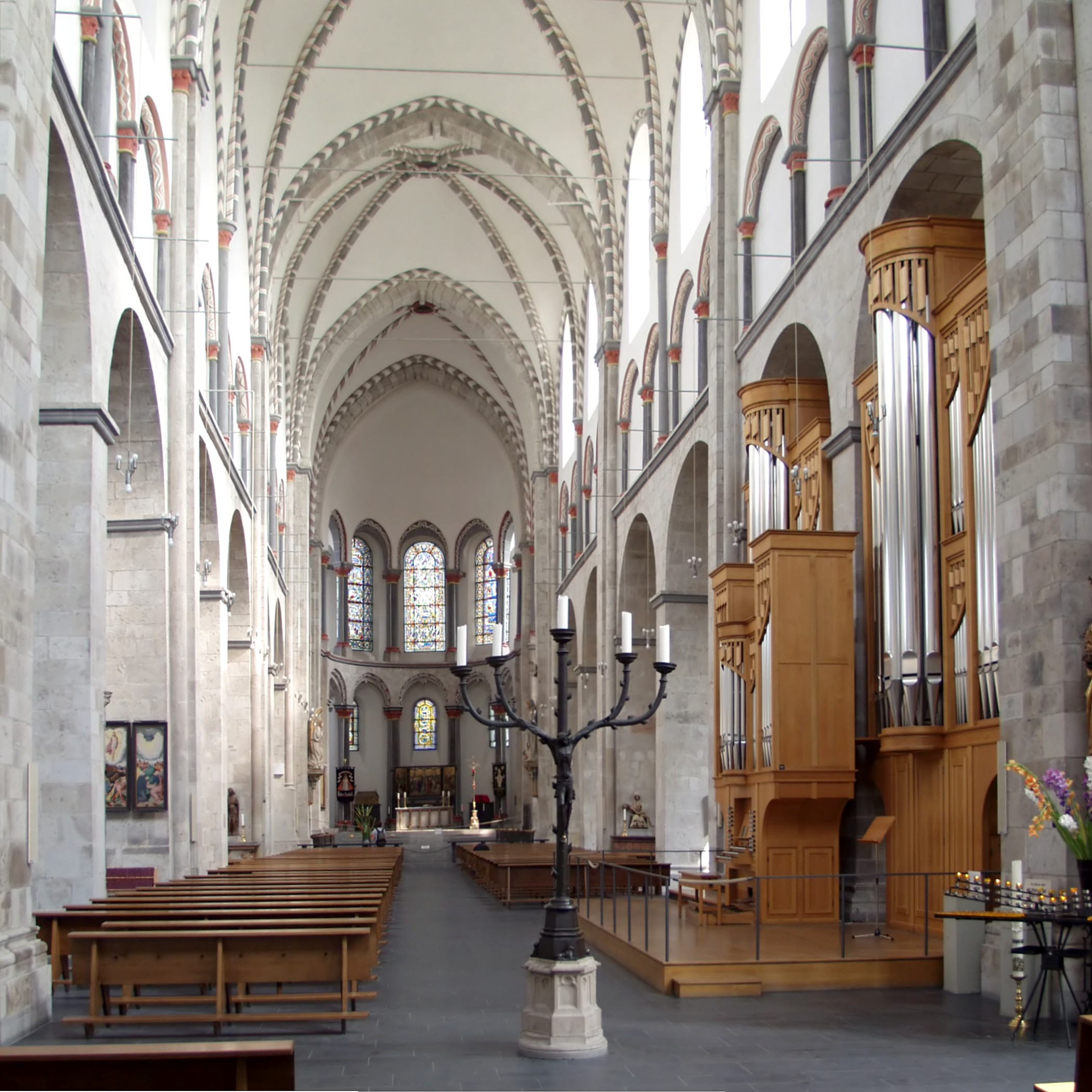
Vue de la nef en direction de l'est
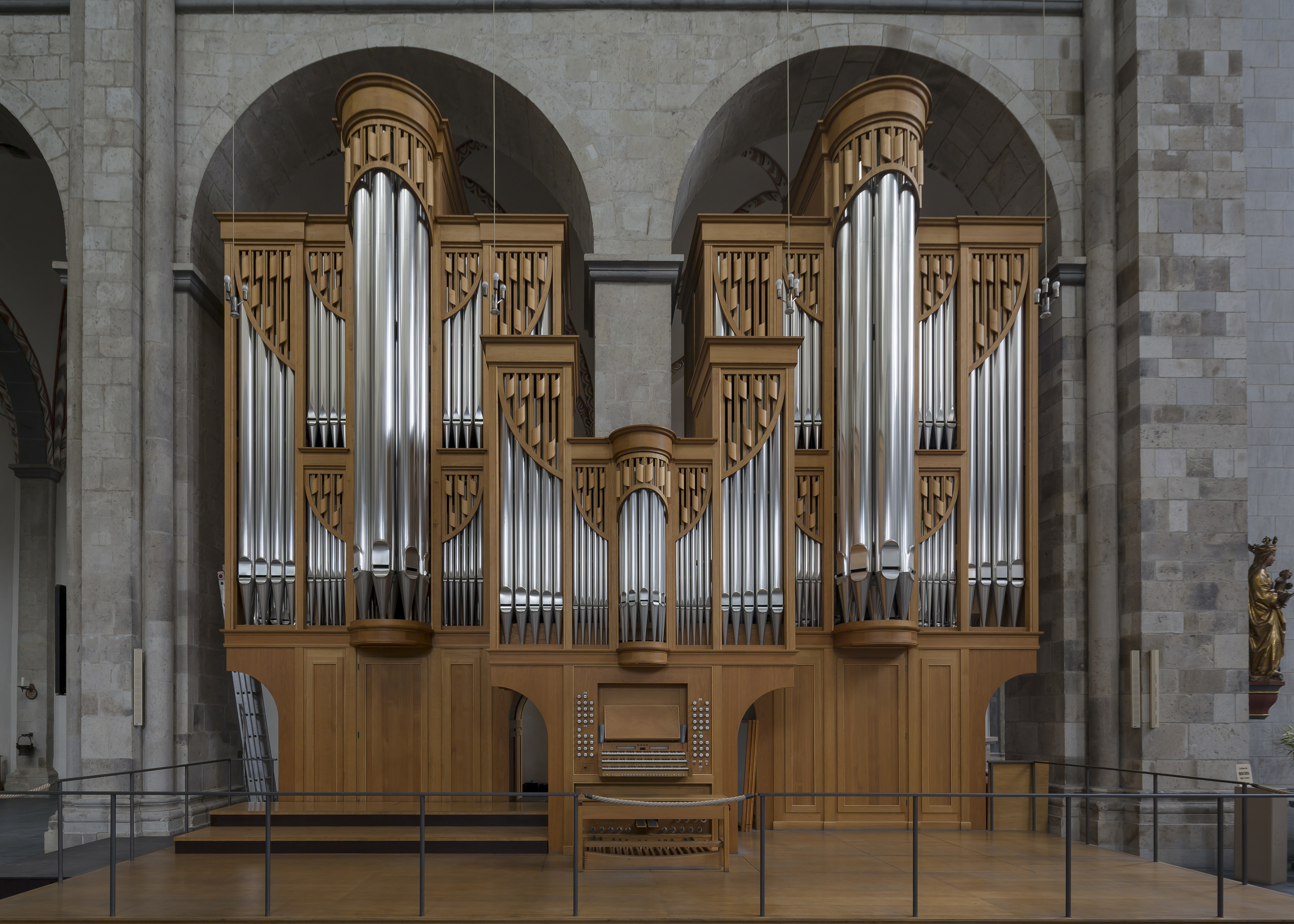
Orgue de la Basilique Saint-Cunibert de Cologne
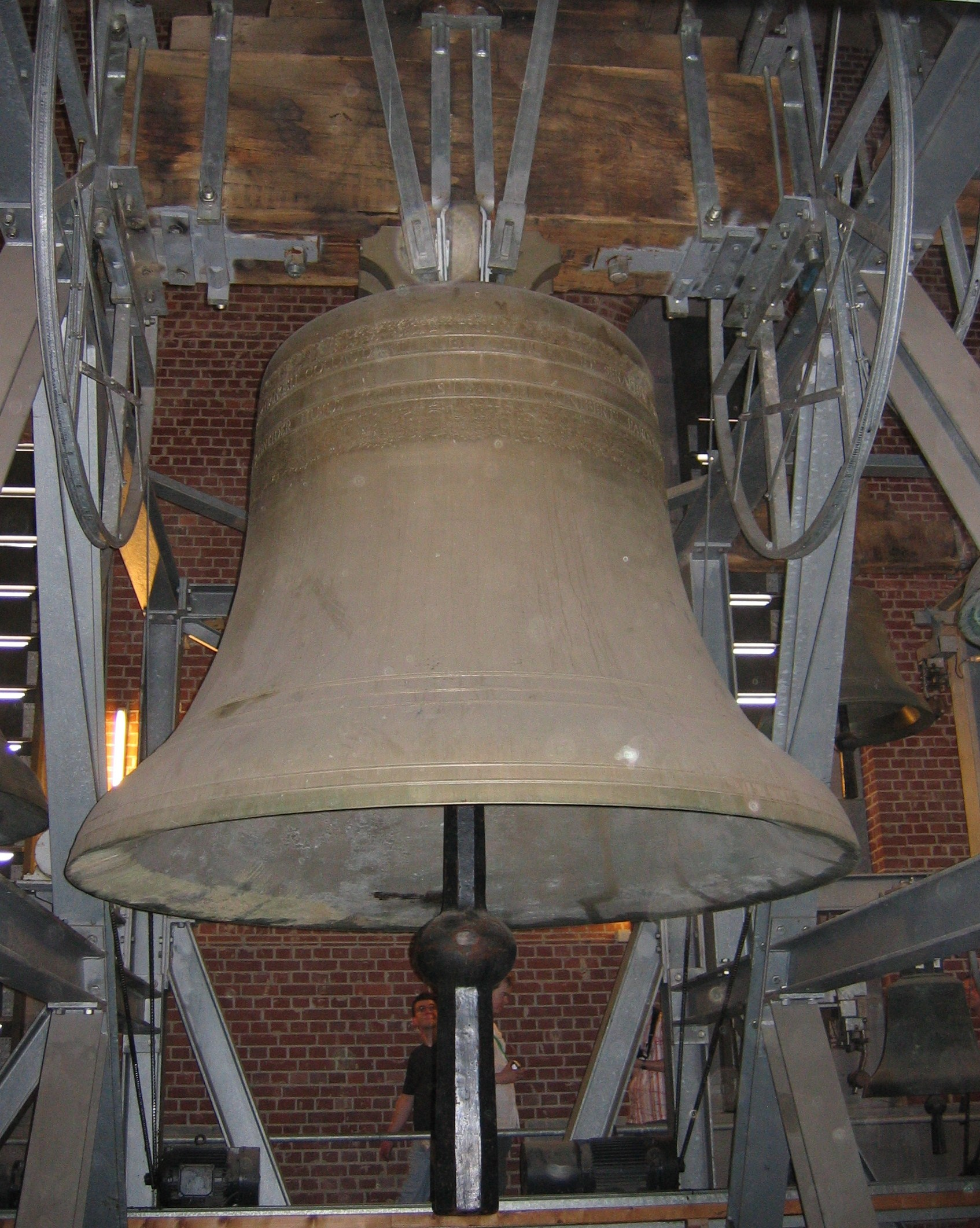
Bourdon
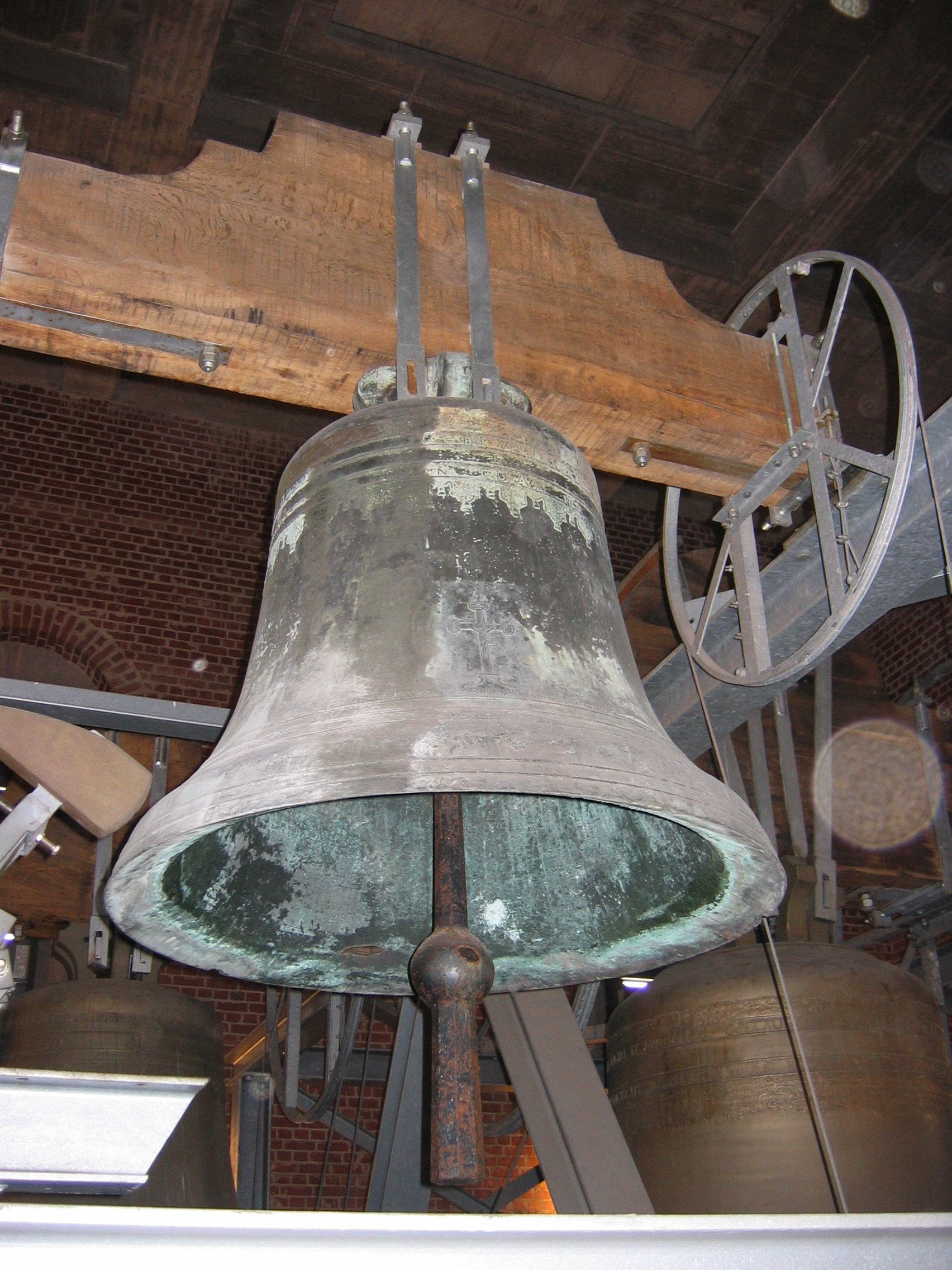
Clemensglockede 1773